# Khorgos

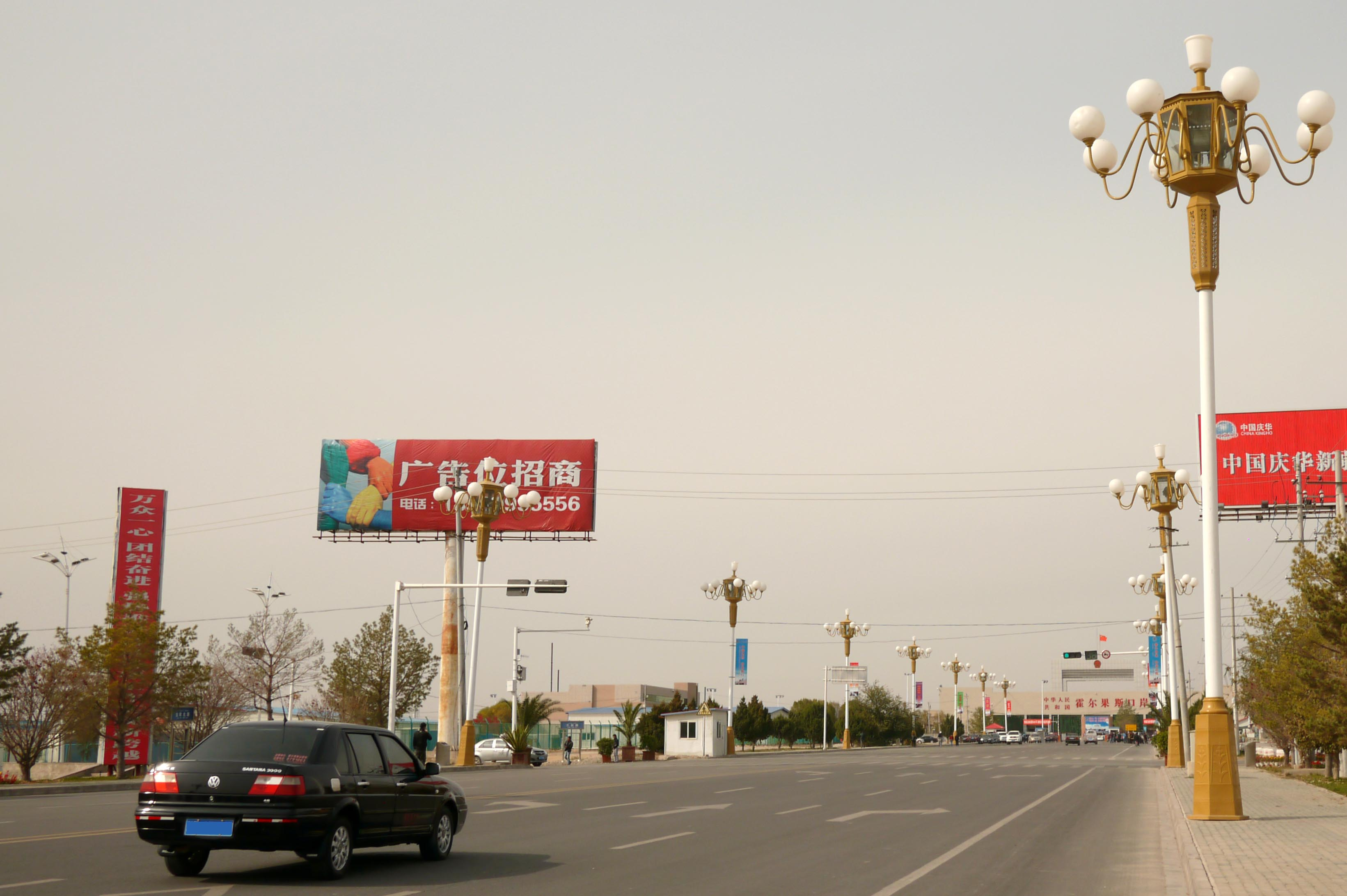
Grens met Kazachstan vanaf China bezien

Khorgos (vereenvoudigd Chinees: 霍尔果斯; traditioneel Chinees: 霍爾果斯; pinyin: Huò'ěrguǒsī, Kazachs: قورعاس), ook gespeld als Khorgas, Chorgos of Gorgos, is een Chinese stad aan de grens met Kazachstan. Het ligt in de Autonome Kazachse Prefectuur Ili van de autonome regio Xinjiang. De zusterstad aan de Kazachse zijde van de grens heet ook Khorgos (Kazachs: Қорғас, قورغاس, Qorğas; Russisch: Хоргос; het treinstation aldaar heet Altynkol (Russisch: Алтынколь).

## Transport
De Volksrepubliek China wil de oude zijderoute nieuw leven inblazen om de handel met Europa te bevorderen. In het kader van het regeringsprogramma One Belt, One Road, ook wel de Nieuwe Zijderoute genoemd, worden grote havensteden langs zeeroutes aangelegd en spoorwegen en overslagterminals op het land. In Khorgos, op de grens van Kazachstan en China, kwam eind 2012 een terminal gereed waar containers met Chinese goederen worden overgeslagen op treinen die de reis naar Europa vervolgen. Met de treindienst wordt de reistijd ongeveer gehalveerd in vergelijking tot transport over zee.